# Émile Deyrolle
Pour les articles homonymes, voir Deyrolle.
Émile Deyrolle est un entomologiste et éditeur français, né le 9 septembre 1838 à Paris et mort le 7 avril 1917 à Concarneau.

## Biographie

### Famille
Émile Deyrolle fait partie de la lignée commencée à Lille et à Bruxelles par Jean-Baptiste Deyrolle, qui a contribué au succès de la taxidermie dans les museums et auprès du grand public au XIXe siècle, et dont la vogue date du commerce lancé par la maison Verreaux.
En 1822, Jean-Baptiste Deyrolle, « naturaliste », établi à Lille, expose déjà à la Société des Amis des Arts de Lille « n° 180 - Oiseaux et animaux empaillés ».

### Carrière
Émile, petit-fils de Jean-Baptiste, reprend en 1866 le magasin d'objets liés à l'histoire naturelle Deyrolle fondé par son père Achille Deyrolle en 1831. Il gère d'immenses ateliers de menuiserie, de taxidermie et de verreries à Auteuil, 9 rue Chanez.
En 1888, il installe ses bureaux et son magasin au 46 rue du Bac, dans l'ancien hôtel particulier de Samuel-Jacques Bernard (fils du banquier de Louis XIV). Un catalogue régulièrement mis à jour présente la liste illustrée du matériel scientifique, des pièces de taxidermie et d'ostéologie, du mobilier scolaire et des planches murales mis en vente sur place ou par correspondance. Des spécimens franco sont envoyés sur demande.
Sa maison d'édition crée et diffuse les planches et cartes murales en couleurs du Musée scolaire français, qui vont être affichées dans toutes les salles de classe de l'école primaire pendant un siècle : elles se caractérisent par leur précision scientifique, la qualité de la vulgarisation, leur lisibilité et la mise en page artistique. De nombreux artistes sont sollicités et participent à cette encyclopédie scolaire de « leçons de choses » en images,.
Émile Deyrolle est l'un des contributeurs de la revue La Nature. Il publie de nombreux ouvrages scientifiques très techniques, comme cette étude de Paul Gaubert (1845-1948) sur la calcite.
En 1873, il fonde la revue L'Acclimatation, journal des éleveurs. En 1892, il édite Oiseaux dans la série Histoire naturelle de la France.
En 1896, il publie Histoire naturelle élémentaire.
Il remporte une médaille d'or à l'Exposition universelle de 1900.

Quelques insectes
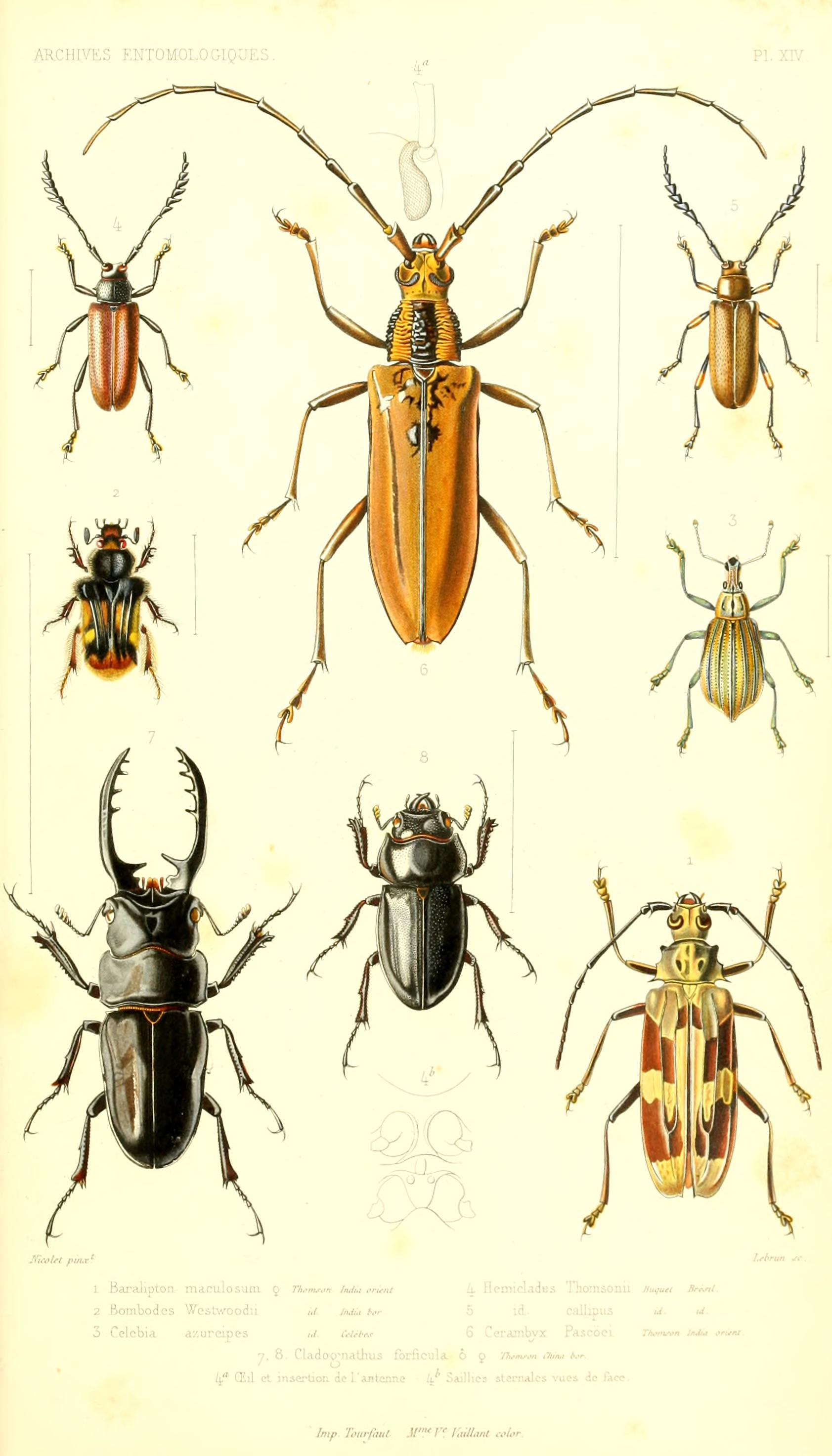
Archives entomologiques, 1857.
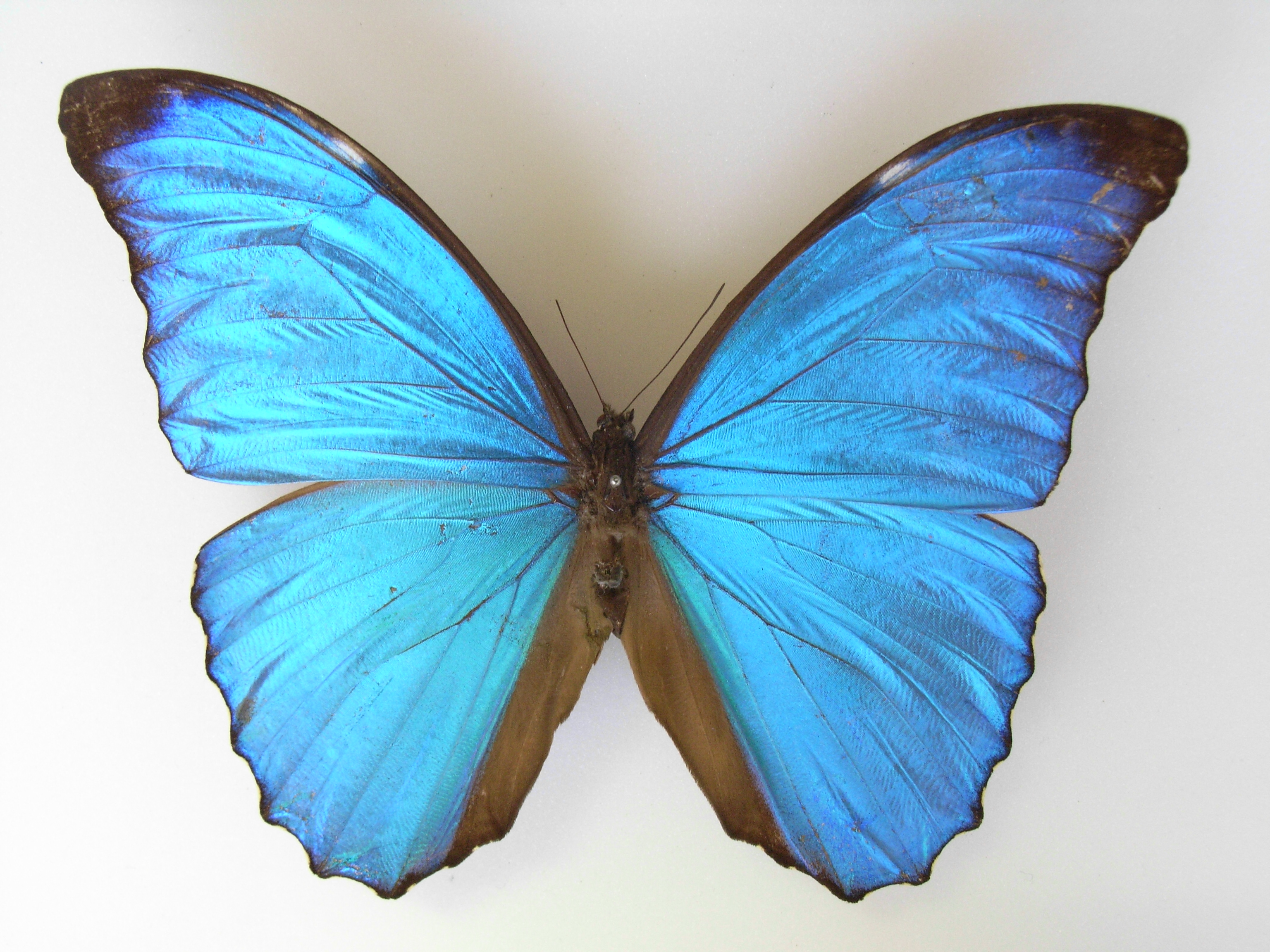
Morpho amathonte (coll. Felix Stumpe, 1860).
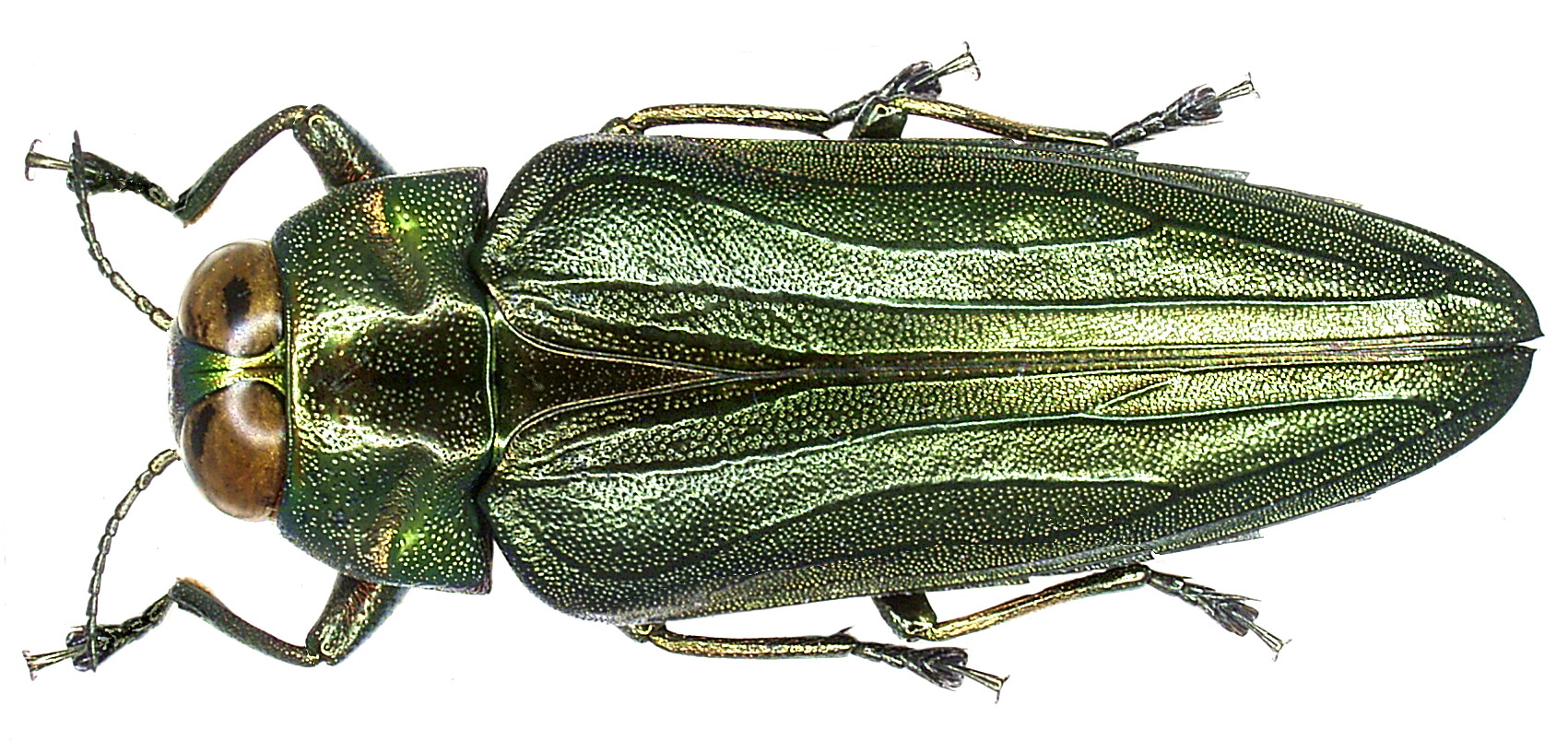
Belionota aenea (Deyrolle, 1864).
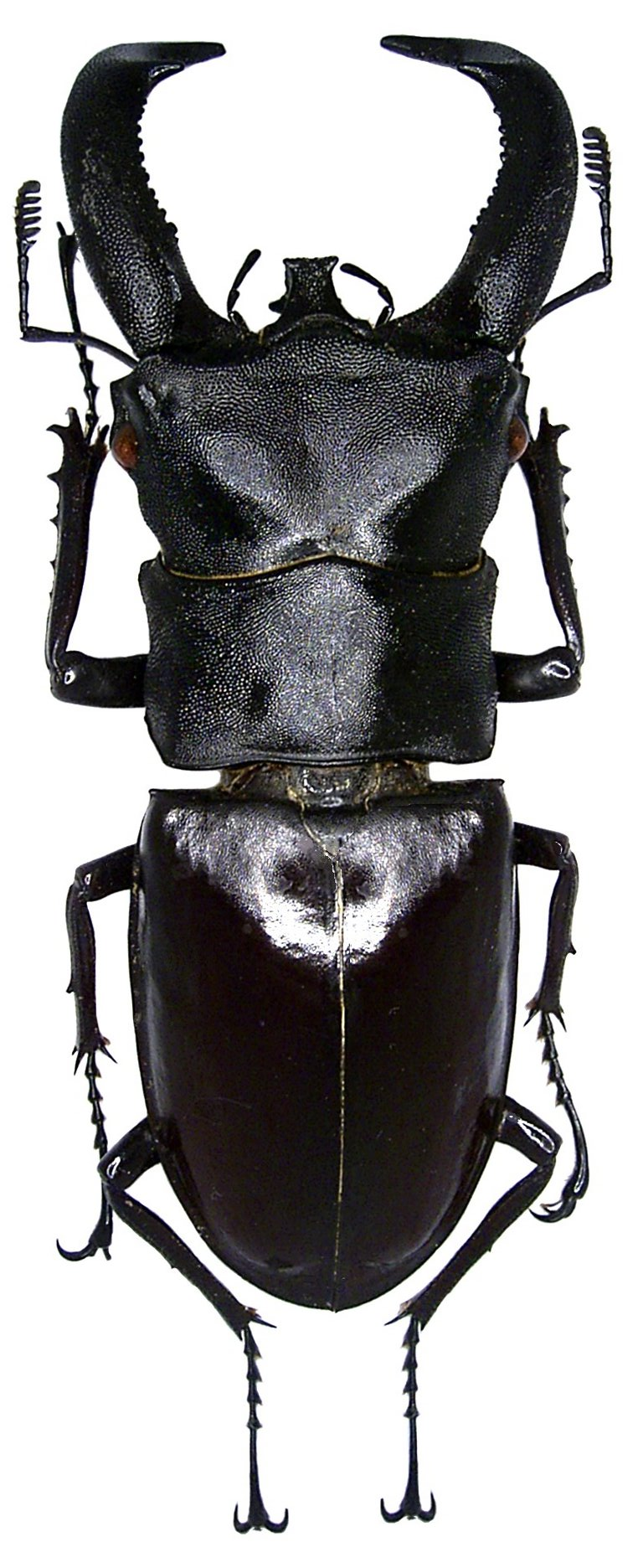
Hexarthrius rhinoceros chaudoiri (Deyrolle, 1864).
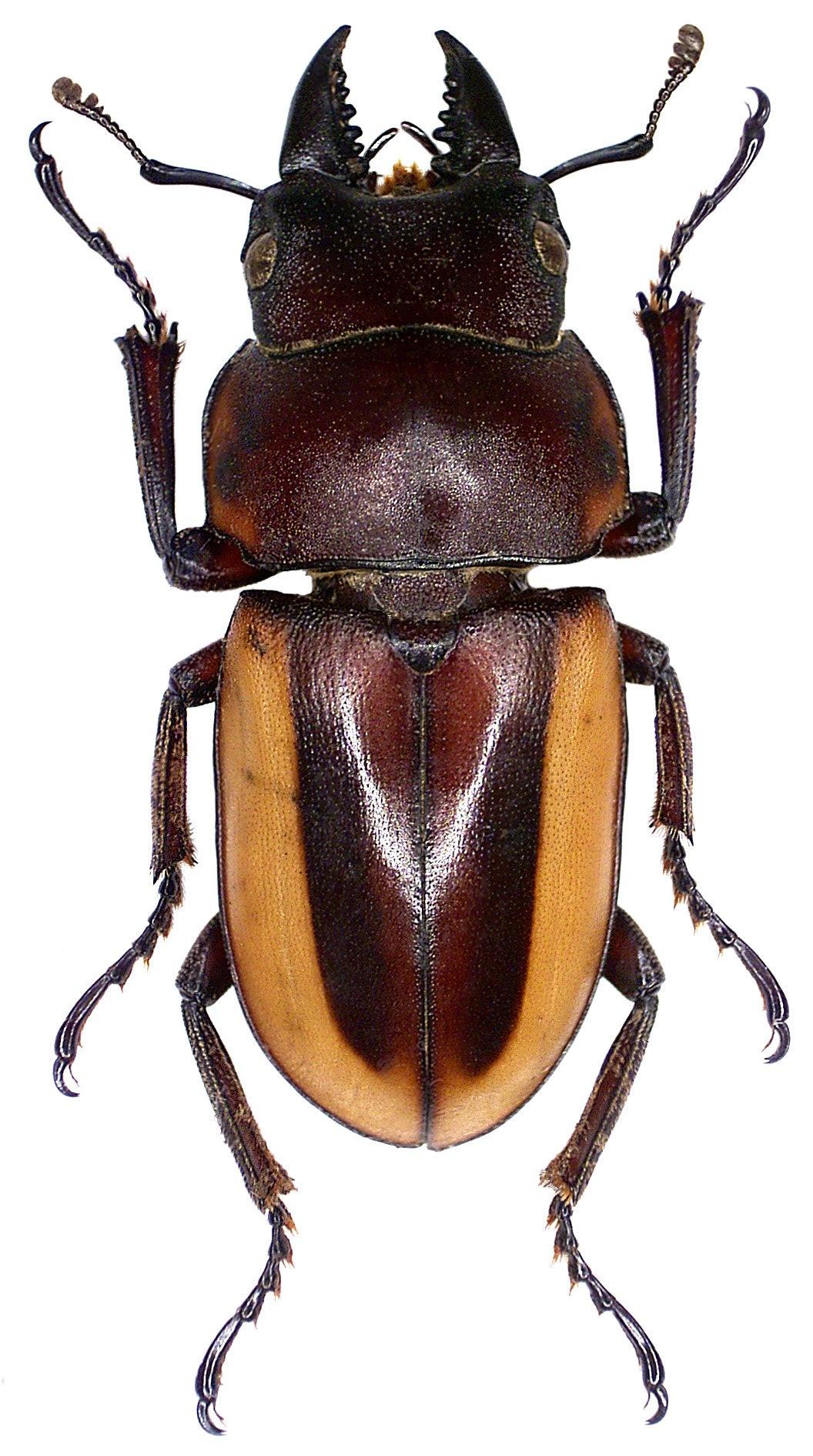
Prosopocoilus lateralis lorquini (Deyrolle, 1865).

Quelques plantes
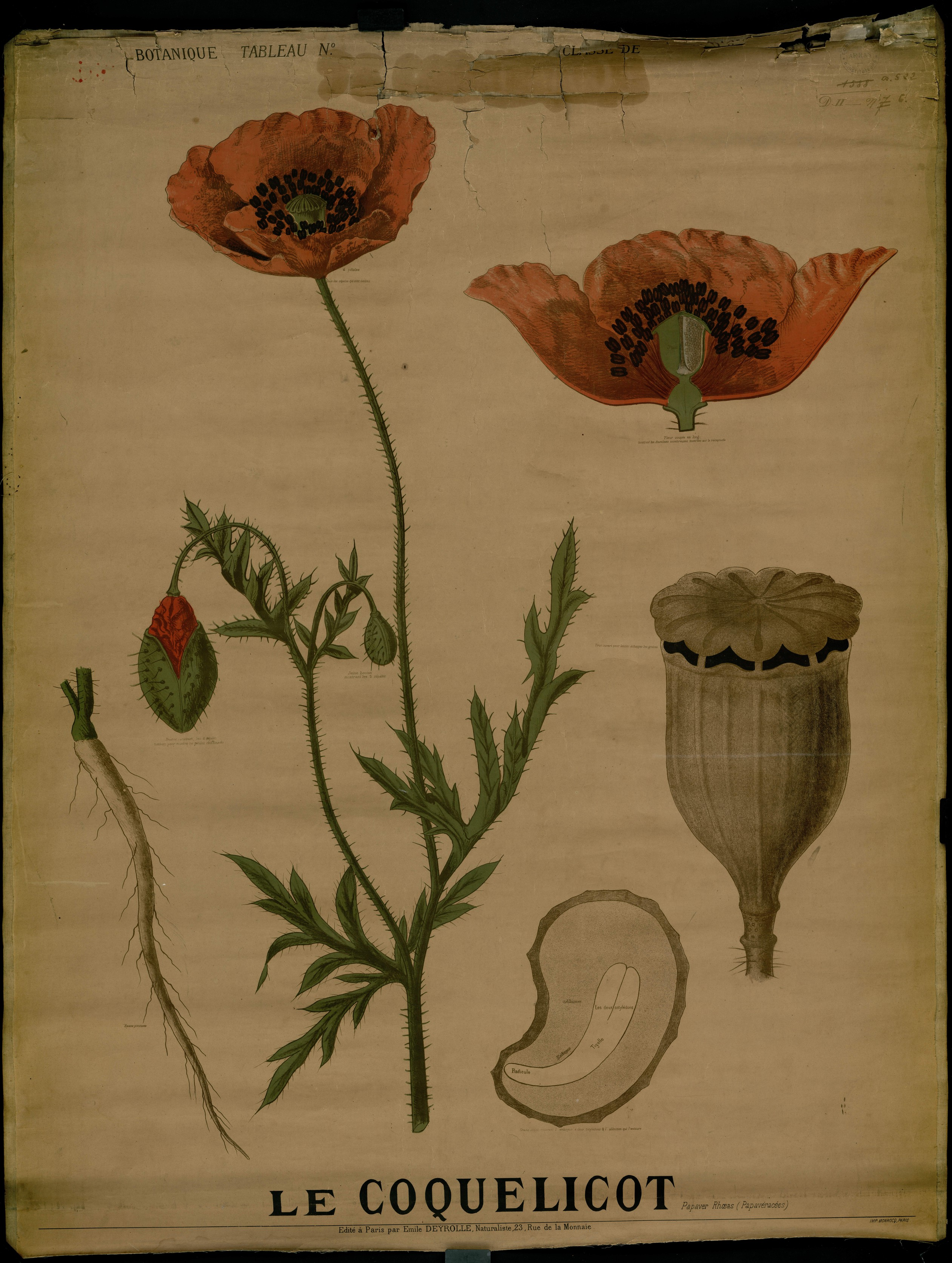
Le coquelicot.
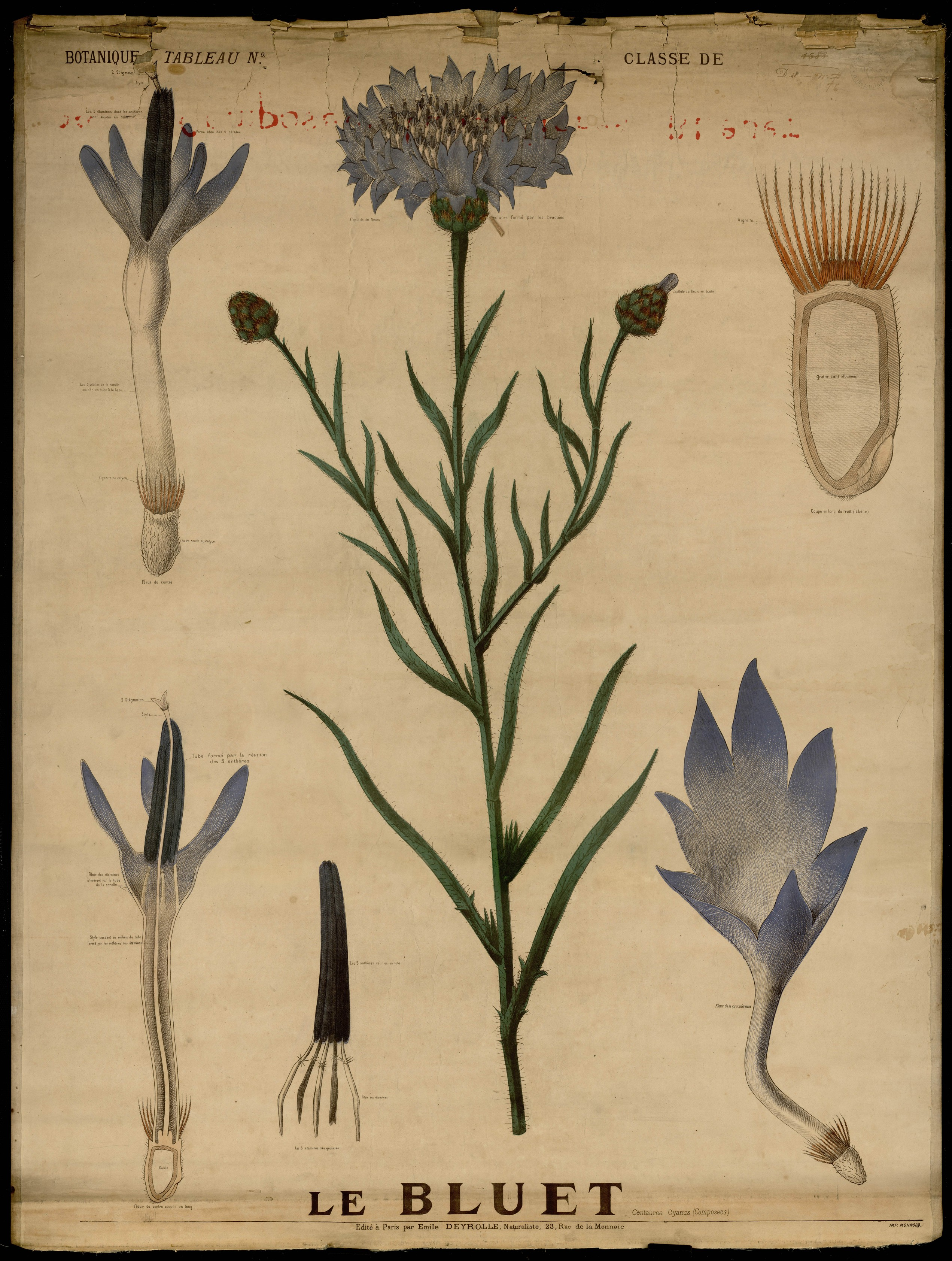
Le bleuet.
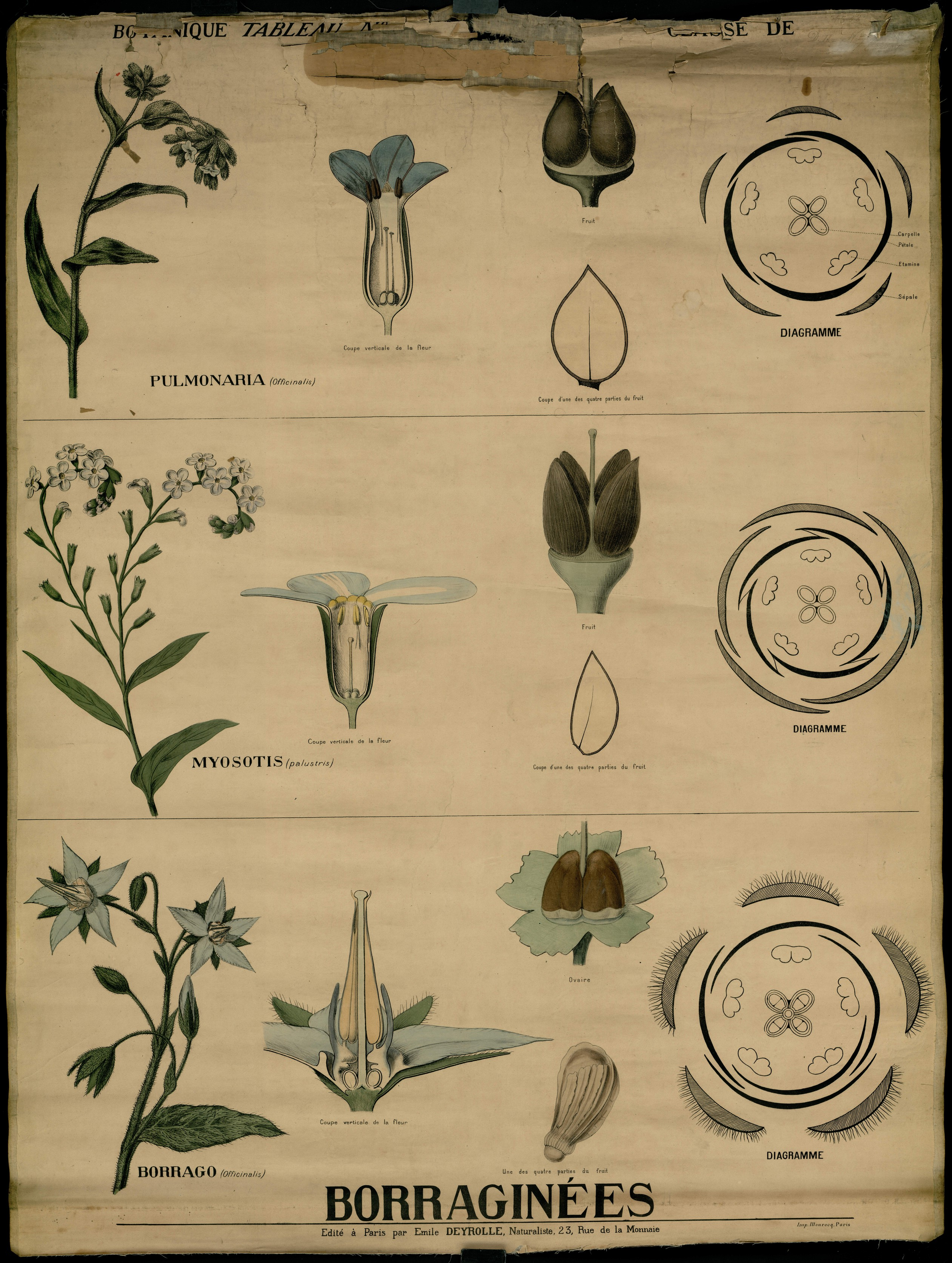
Le myosotis.
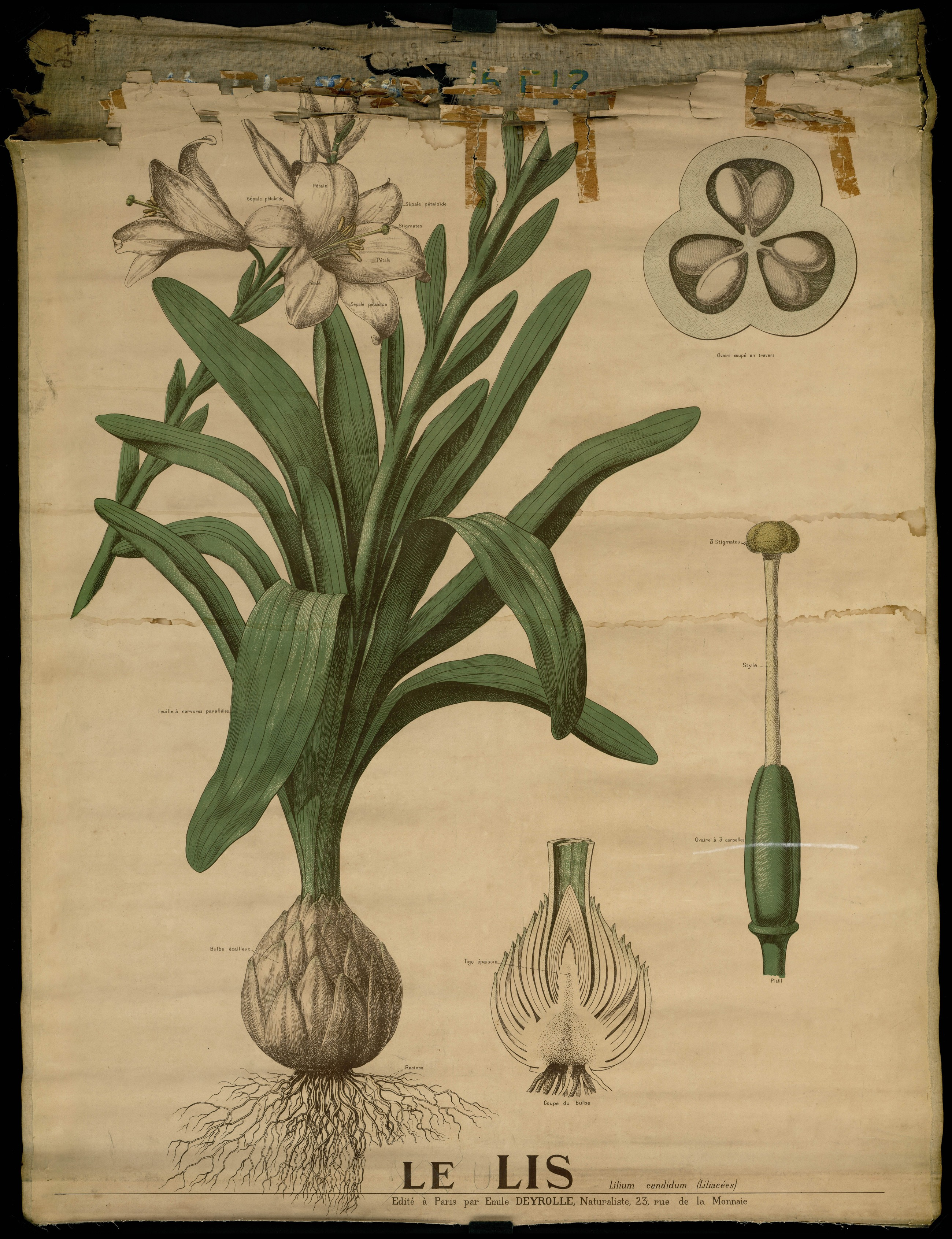
Le lis.

Ses Leçons de choses sont rééditées en 2014 sous la forme d'un coffret de luxe.